# Spazio di Lindelöf
In matematica, uno spazio di Lindelöf  è uno spazio topologico nel quale ogni suo ricoprimento aperto contiene un sottoricoprimento numerabile. L'essere spazio di Lindelöf  è una condizione più debole di quella della compattezza la quale richiede che il sottoricoprimento sia finito.